# 磺胺对甲氧嘧啶
磺胺对甲氧嘧啶是一种长效磺胺类抗菌药物，其INN名称是“Sulfametoxydiazine”。该药物可用于治疗泌尿道感染与麻风病等病症。该药物在血液中的半衰期尚不明确。